# Stanisław Opacki
Stanisław Opacki herbu Prus III – podczaszy żytomierski w latach 1685–1699, cześnik wiski w 1681 roku.
Jako poseł na sejm elekcyjny 1697 roku i deputat z ziemi wiskiej podpisał jego pacta conventa. Był posłem ziemi wiskiej na sejm pacyfikacyjny 1699 roku.